# Николаевская академия Генерального штаба
Императорская Николаевская военная академия — высшее военное учебное заведение Русской Императорской армии.
Официальное наименование, при сформировании военного учебного заведения сухопутных Вооружённых сил Российской империи — Императорская военная академия, с 1855 года носила наименование Николаевская академия генерального штаба (в память Всероссийского императора Николая I), с 1909 года — Императорская Николаевская военная академия.
Печатный орган — Известия Императорской Николаевской военной академии.

## История

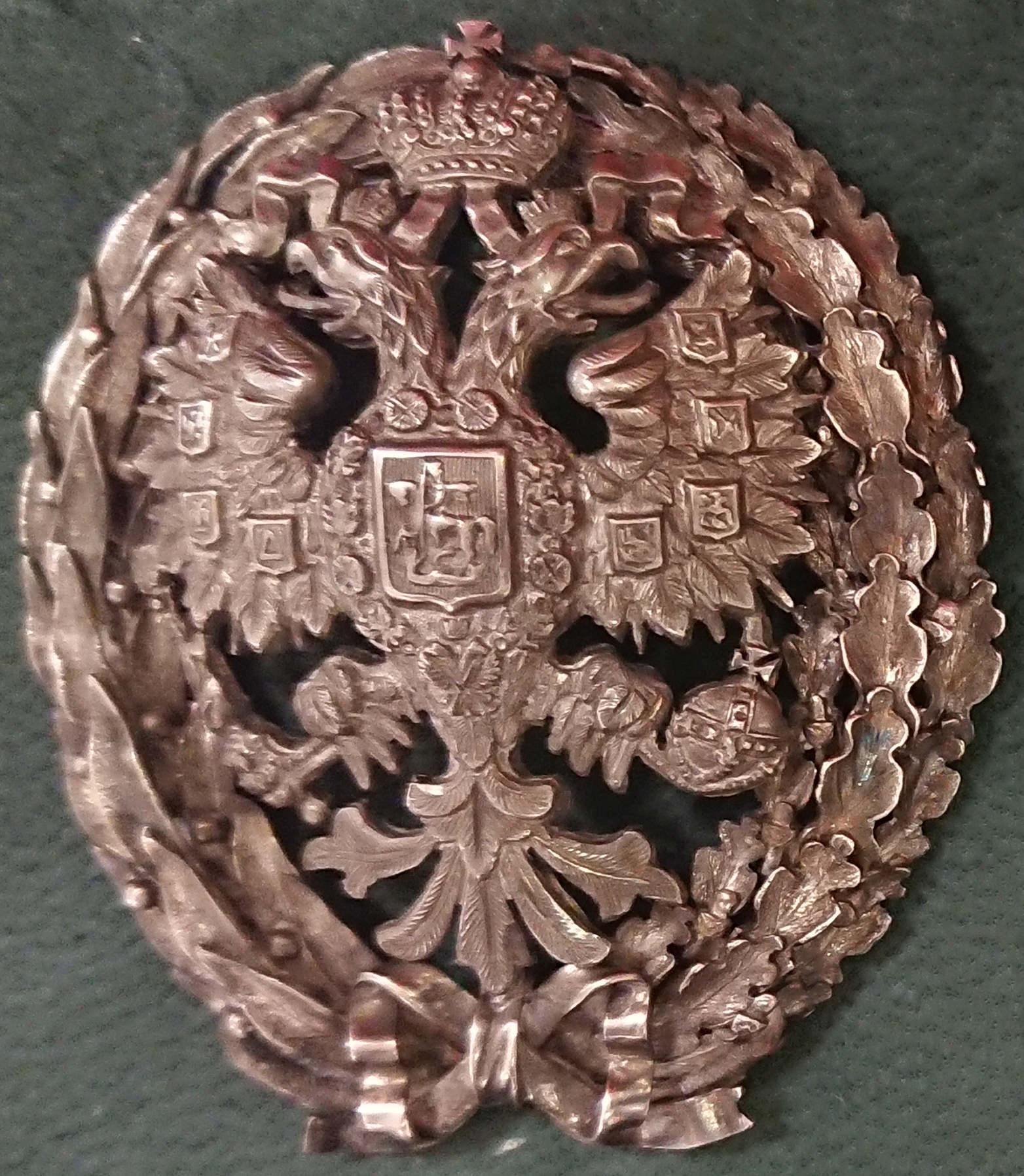
Знак об окончании Николаевской академии генерального штаба. До 1917 года.

Генерал-адмирал барон Генрих Жомини, в 1826 году, представил Всероссийскому императору Николая I записку «Об учреждении центральной стратегической школы», целью которой было бы приведение к единству начал и методов преподавания тактики (др.-греч. τακτικός «относящийся к построению войск», от τάξις «строй и расположение») и стратегии (др.-греч. στρατηγία — иску́сство полково́дца). В том же году было упразднено училище колонновожатых, и квартирмейстерская часть слилась с генеральным штабом.
Николаевская академия генерального штаба была основана 26 ноября [8 декабря] 1832 года на базе училища колонновожатых, расквартированного в Петербурге и Москве в 1810—1812 годах и в Петербурге в 1823—1825 годах, под названием Императорской военной академии, по проекту генерал-адъютанта барона Жомини «для образования офицеров к службе Генерального штаба» и «для вящего распространения знаний в армии».
Академия генерального штаба первоначально помещалась в доме бывшей Иностранной коллегии на Английской набережной, 32. В 1901 году переехала в специально построенное для неё здание на Суворовском проспекте, д. 32 (архитектор А. И. фон Гоген, инженер-строитель А. А. Веденяпин). В настоящее время здание академии (с садом, оградами и жилым домом для служащих) объявлено памятником архитектуры, объектом культурного наследия регионального значения.
Изначально курс обучения был рассчитан на 2 года (теоретический и практический классы). На общем отделении академии главными предметами были тактика, стратегия, военная история, военная администрация, военная статистика, геодезия с картографией, съёмкой и черчением, а вспомогательными — русский язык, сведения по артиллерийской и инженерной части, политическая история, международное право и иностранные языки. На геодезическом отделении — теоретическая и практическая астрономия, физическая география, геодезия со съёмкой и черчением, картография и военная статистика; вспомогательными — военная администрация, тактика, русский и иностранные языки.
Образование академии положило начало формированию корпуса офицеров Генерального штаба. К данной категории причислялись обер-офицеры в чине не ниже поручика, прослужившие в строю не менее 2 лет и окончившие академию (или выдержавшие при ней экзамен).
С 1840 года лучшие из воспитанников кадетских корпусов и Дворянского полка в числе 30 человек прикомандировывались напрямую к гвардейскому штабу для поступления через 2 года в академию. Сначала служба в Генеральном штабе не давала никаких преимуществ, и число абитуриентов академии было небольшим. После введения некоторых преимуществ для корпуса офицеров Генерального штаба в 1852 году приток офицеров в академию усилился и прикомандирование выпускников кадетских корпусов было прекращено.

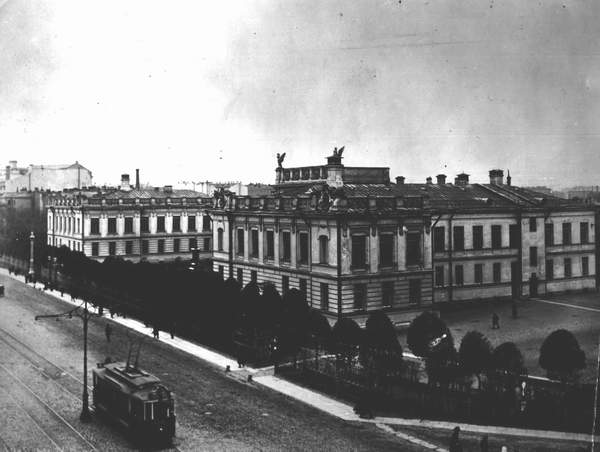
Здание академии на Суворовском проспекте

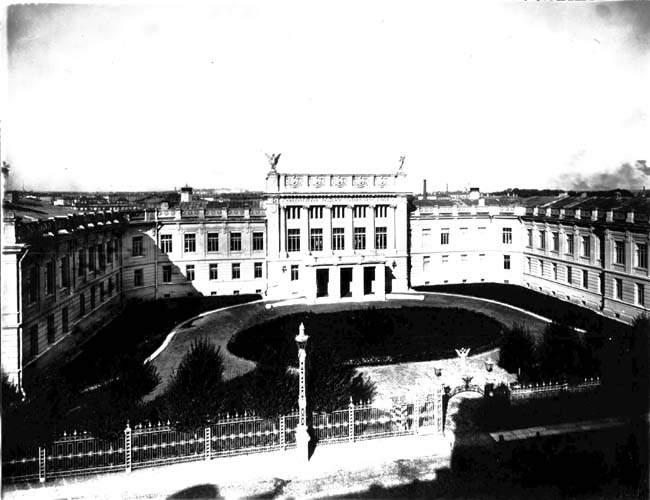

В академию могли поступать офицеры не моложе 18 лет и в чинах не старше капитана армии и штабс-капитана гвардии, артиллерии и сапёров. Служащие вне Петербурга сначала держали предварительный экзамен при корпусных штабах. В самой академии офицеры, желающие поступить в теоретический класс, должны были выдержать вступительный экзамен, а для желающих поступить напрямую в практический класс, — и вступительный, и переходной. Офицер, желающий выпуститься экстерном, должен был помимо двух предыдущих экзаменов сдать ещё и выпускной. По окончании курса офицеры прикомандировывались на 1 год к образцовым частям для ознакомления со службой. Выпуск производился в октябре. Окончившие по 1-му разряду получали следующий чин, по 2-му — выпускались тем же чином, а по 3-му — возвращались в свои части и в Генеральный штаб не переводились. Армейские офицеры переводились в Генеральный штаб с тем же чином, артиллеристы, инженеры и гвардейцы — с повышением (гвардейцы ещё со старшинством в последнем чине). В 1850—1855 годах академия выпускала ежегодно в среднем 23 человека.
В 1854 году было открыто Геодезическое отделение для подготовки геодезистов в Корпус военных топографов. В 1862, 1888 и 1893 годах был внесён ряд изменений, в сторону ужесточения строевого ценза, по порядку приёма в академию и прохождения в ней обучения и последующего распределения по окончании учёбы. При этом возросло количество обучающихся в академии офицеров: в 1860-х годах обучалось до 150 человек в год, в 1890-х — до 300 человек, к 1914 году — свыше 350 человек.
С 1894 года квота на число поступающих была отменена. Правда при этом изменились и правила распределения выпускников. После второго курса офицеры выпускались в войска, лучшие из потока офицеры поступали на дополнительный курс. Окончившие дополнительный курс причислялись к Генеральному штабу. Окончившие академию, как правило, занимали впоследствии высшие командные посты. Однако довольно большое число офицеров по разным причинам отчислялись до окончания курса. Так с 1881 по 1900 год было отчислено 913 человек.
Академия сразу же заняла центральное место в системе военного образования России. Обучение офицера в Академии Генерального штаба в русской армии приравнивалось к особому отличию и считалось почётным.
С 1832 по 1918 год академия подготовила 4532 офицера русской армии, несколько десятков офицеров болгарской и сербской армий.
Академия довольно скоро по праву заняла место центра военной мысли в России. Выдающимися преподаватели академии были: В. М. Аничков, М. И. Драгомиров, А. Е. Снесарев, А. А. Свечин, Н. П. Михневич, Е. А. Шиловский, по стратегии — Н. В. Медем, Г. А. Леер, по военной статистике — Н. Н. Обручев, по военной истории — Д. Ф. Масловский и А. З. Мышлаевский, по военной администрации — А. Ф. Редигер
Выпускники академии этого периода ярко проявили себя как на поприще военной службы, так и в государственной деятельности. Широко известны выпускники академии, ставшие крупными военачальниками и прославленными учёными России. В их ряду Д. А. Милютин, Ф. Ф. Радецкий, Н. М. Пржевальский, М. Д. Скобелев, А. Е. Снесарев, А. Н. Куропаткин, Р. И. Кондратенко, великий князь Николай Николаевич (младший).
2 сентября 1909 года был торжественно открыт памятник работы скульптора К. В. Изенберга — памятник павшим питомцам Императорской Николаевской академии Генерального штаба, установленный перед зданием Академии в Санкт-Петербурге. Демонтирован и уничтожен в 1930 году. В 2020 году копия этого памятника установлена перед зданием Военной академии Генерального штаба Вооружённых сил Российской Федерации в Москве.
В годы Первой мировой войны выпускниками академии были почти все командующие армиями и фронтами, 29 из 36 командиров корпусов и 46 из 70 начальников дивизий. Сама академия с началом войны была по существу, расформирована, занятия прекращены, был произведён досрочный выпуск, большинство преподавателей отправлено в действующую армию. Ход войны показал, что это решение было глубокой ошибкой, ибо возникла массовая потребность в подготовленных военачальниках с высшим военным образованием. В 1916 году было принято решение возобновить занятия, в начале 1917 года было принято 120 офицеров на младший курс.
В апреле 1917 года было решено произвести выборы нового начальника академии. Они были проведены в июле, и хотя наибольшее число голосов набрал генерал Н. Н. Головин (410), военный министр А. Ф. Керенский утвердил начальником академии набравшее второе число голосов полковника А. И. Андогского (373).

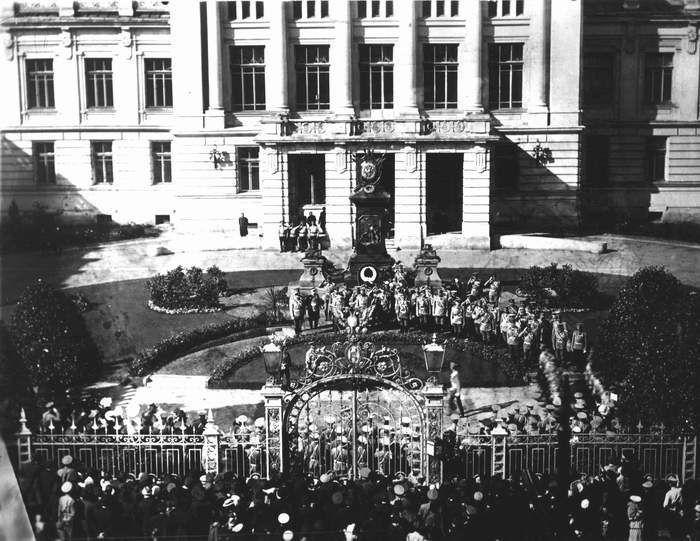
Открытие памятника павшим питомцам Николаевской академии Генерального штаба. Скульптор К. В. Изенберг, 1909.

Воспитанники академии И. И. Вацетис, Н. Е. Какурин, А. А. Незнамов, В. Ф. Новицкий, А. А. Свечин, М. В. Свечников, А. Е. Снесарев, Б. М. Шапошников, Е. А. Шиловский и некоторые другие в последующем проявили себя в рядах Красной армии и в деле становления и развития советского военного искусства. В белом движении руководящие роли играли выпускники академии М. В. Алексеев, П. Н. Врангель, А. И. Деникин, Л. Г. Корнилов, Н. Н. Юденич.
В марте-мае 1918 года академию эвакуировали в Екатеринбург, а в июле — в Казань. В июле 1918 года по предложению председателя Совета народных комиссаров РСФСР В. И. Ленина академия переименована в Военную академию РККА. В июле 1918 основная масса преподавателей и учащихся (393 человека из 530) отказалась выступить против наступавших на Казань частей Чехословацкого корпуса и Русской армии и перешла на их сторону.
В связи с этим, 7 октября 1918 года Реввоенсовет издал приказ о формировании Академии Генерального штаба Красной Армии. Таким образом, в период Гражданской войны с 1918 по 1922 год на территории России одновременно функционировали две академии Генерального штаба — «белая» и «красная». В рядах белого движения академия продолжила свою работу сначала в Екатеринбурге, затем в Томске и Омске. В конце апреля академия произвела выпуск с краткосрочного (4 месяца) курса, набранного уже в белых армиях, численностью в 154 офицера. В октябре-ноябре 1919 года эвакуирована во Владивосток на остров Русский, где разместилась в казармах 3-го Сибирского стрелкового полка. Во Владивостоке академия действовала только как научное учреждение, попытки возобновить учебный процесс оказались безуспешными. Весной 1923 года часть преподавателей, библиотека, типография и имущество академии были реэвакуированы в Москву в состав уже советской академии.
Всего за 86 лет существования Николаевской академии Генерального штаба её окончили свыше 4500 офицеров, многие из которых проявили себя как видные военачальники и государственные деятели.
В 1927 году в Париже бывшим профессором Академии Н. Н. Головиным были открыты Зарубежные высшие военно-научные курсы, которые виделись их основателю и руководству РОВС как преемники Академии Генерального Штаба. Отделения Курсов были открыты в ряде других европейских центров Белой эмиграции. Курсы прекратили своё существование только после начала Второй мировой войны.
В начале XXI века в зданиях, ранее принадлежавших Академии Генерального штаба, располагался Санкт-Петербургский военный университет связи — первый и второй курс 4-го факультета (курсанты). В главном здании (Суворовский пр. 32) находились библиотека, клуб, кинозал, кафедра физики, гостиница для высокопоставленных военных начальников, факультет подготовки гражданских специалистов, а также кабинеты руководящих лиц. В бывшем здании конюшни располагается спортивный зал.

## Начальники академии
- 1832—1854 — генерал-адъютант генерал-лейтенант (с 22.04.1834 генерал от артиллерии) Сухозанет, Иван Онуфриевич
- 1854—1857 — генерал-майор (с 30.08.1857 генерал-лейтенант) Стефан, Густав Фёдорович
- 1857—1862 — генерал-майор (с 23.04.1861 генерал-лейтенант) Баумгартен, Александр Карлович
- 1862—1878 — генерал-майор (с 20.05.1868 генерал-лейтенант) Леонтьев, Александр Николаевич
- 1878—1889 — генерал-лейтенант (с 15.06.1878 генерал-адъютант) Драгомиров, Михаил Иванович
- 1889—1898 — генерал-лейтенант (с 14.05.1896 генерал от инфантерии) Леер, Генрих Антонович
- 1898—1901 — генерал-лейтенант Сухотин, Николай Николаевич
- 1901—1904 — генерал-лейтенант Глазов, Владимир Гаврилович
- 1904—1907 — генерал-майор (с 06.12.1904 генерал-лейтенант) Михневич, Николай Петрович
- 1907—1912 — генерал-майор (с 29.11.1908 генерал-лейтенант) Щербачёв, Дмитрий Григорьевич
- 1913—1914 — генерал-лейтенант Янушкевич, Николай Николаевич
- 22.03.1914 — 09.08.1914 — генерал-лейтенант князь Енгалычев, Павел Николаевич
- 1914—1915 врид генерал-лейтенант Зейфарт, Александр Александрович[15]
- 1915, февраль — сентябрь — врид генерал-лейтенант Витковский, Василий Васильевич[16]
- 1916—1917 — врид генерал-майор Камнев, Владимир Николаевич (до 1916 года — Петерс)
- 1917—1922 — генерал-майор Андогский, Александр Иванович